# Julien Latendresse-Levesque
Julien Latendresse-Levesque (ur. 27 lutego 1991 w Montrealu) – kanadyjski piłkarz grający na pozycji bramkarza.